# Rivalen und Rebellen
Rivalen und Rebellen ist das zwölfte Studioalbum von Frei.Wild, der Deutschrock-Band aus Brixen in der italienischen Provinz Bozen–Südtirol. Es ist ein Doppelalbum und erschien am 16. März 2018 über das Label Rookies & Kings als Standard-Edition sowie als Boxset, inklusive u. a. sechs Bonussongs.

## Musikstil und Inhalt
Das Album ist den Genres Deutschrock und Hard Rock zuzuordnen. Es sind sowohl schnelle, rockige Songs (z. B. Rivalen und Rebellen), als auch tiefgründigere Lieder (z. B. Herz schlägt Herz), die sich mit zwischenmenschlichen Beziehungen beschäftigen, enthalten.

## Produktion
Rivalen und Rebellen wurde von Philipp Burger sowie den Musikproduzenten Jörg Wartmann, Alex Lysjakow, Chris Kaufmann, Hannes Kelch und Daniel Barbosa produziert.

## Covergestaltung
Das Albumcover zeigt einen Totenschädel und darunter zwei gekreuzte Skelett-Arme, die den Mittelfinger zeigen. Der Hintergrund ist in grellem Gelb gehalten. Rechts oben im Bild befinden sich die schwarzen Schriftzüge Frei.Wild sowie Rivalen und Rebellen.

## Titelliste
| CD 1 | CD 2 | CD 3 (Teil des Boxsets) | LP (Bonus) |
| --- | --- | --- | --- |
| 1. Zwischen allen Fronten – 4:13 2. Ich bin nicht heilig – 3:48 3. Diese Nacht will nicht meine Nacht sein – 3:44 4. Auf zum Schwur – 4:03 5. Weil kein Krieg für ewig ist – 3:46 6. Und ich war wieder da – 3:43 7. Nicht zu viel denken und einfach machen – 4:05 8. Geartete Künste hatten wir schon – 4:59 9. Herz schlägt Herz – 4:03 10. Rivalen und Rebellen – 3:45 11. Schau nach oben – 3:45 12. Von der Wiege bis zur Bar – 3:44 13. Unbrechbar – 4:33 | 1. Antiwillkommen – 3:27 2. Du kriegst nicht eine Sekunde zurück – 3:41 3. Es ist vorbei, es ist Geschichte – 4:14 4. Wir bringen alle um – 3:39 5. Für immer für ewig unendlich – 4:08 6. Es geht hier um mein Leben – 4:27 7. Auf ein nie wieder Wiedersehen – 3:59 8. Keine Angst vor Liebe – 3:58 9. In 8 Minuten um die Welt – 3:48 10. Schrei auf schrei laut – 4:03 11. Aus dem Film unserer Geschichte – 3:50 12. Fick dich und verpiss dich – 3:53 13. Wenn mein Licht erlischt – 4:28 14. Verbotene Liebe, verbotener Kuss (Hidden Track) – 3:53 | 1. Hey ich lebe noch – 3:16 2. Volle Pulle in die Fresse dieser Zeit – 3:21 3. Betteln vs. Batteln – 3:33 4. Sie müssen es nicht wissen – 3:11 5. Völkerrecht – 3:34 6. Im Auftrag der Welt – 2:54 | 1. Vergangener Schmerz bricht kein gebrochenes Herz – 4:31 2. Wie Asche am Boden – 4:59 3. Sorgenleer – 5:15 4. Gutmensch ärgere dich nicht – 3:36 5. Sternenstaub – 4:27 6. Mimimuttersöhnchen – 4:05 7. Miss America – 3:42 8. Kein Zoll zurück – 4:36 9. Macht euch endlich alle platt – 3:23 |

## Chartplatzierungen und Singles
Rivalen und Rebellen stieg am 23. März 2018 auf Platz eins der deutschen Album-Charts ein und hielt sich auch in der folgenden Woche an der Spitze. Insgesamt konnte es sich 52 Wochen in den Top 100 halten. Darüber hinaus erreichte die Vinylschallplatte ebenfalls für einen Monat die Spitze der deutschen Vinylcharts. In Österreich erreichte das Album ebenfalls Position eins, während es in der Schweiz Rang drei belegte. In den deutschen Jahrescharts 2018 belegte Rivalen und Rebellen Platz vier und 2019 Position 53. Nach Veröffentlichung des zugehörigen Live-Albums Rivalen und Rebellen – Live & More stieg das Album im Dezember 2018 erneut auf Platz drei in die deutschen Charts ein, da die Verkäufe beider Alben zusammengezählt werden.
Am 20. Oktober 2017 wurde der Titelsong Rivalen und Rebellen als erste Single veröffentlicht und erreichte Platz 60 der deutschen Charts. Am 17. November 2017 folgte die zweite Auskopplung Antiwillkommen, die Rang 43 belegte. Die dritte Single Herz schlägt Herz erschien am 15. Dezember 2017 und stieg auf Position 97 in die Charts ein. Am 26. Januar 2018 wurde die vierte Auskopplung Und ich war wieder da veröffentlicht. Zu den vier Liedern wurden auch Musikvideos gedreht. Am Tag der Albumveröffentlichung erschien zudem ein Video zu Wir bringen alle um. Ein weiteres Musikvideo folgte am 7. Juni 2018 zum Song Fick dich und verpiss dich. Zudem wurden am 3. Oktober 2018 zwei Videos zu Verbotene Liebe, verbotener Kuss veröffentlicht. Am 3. Juli 2019 erschien zudem ein animiertes Video zum Lied Geartete Künste hatten wir schon. Ein weiteres Musikvideo folgte am 8. März 2020, dem Weltfrauentag, zu Schrei auf, schrei laut.

## Verkaufszahlen und Auszeichnungen
Im Rahmen der Stadionshow von Frei.Wild am 5. Juli 2019 in der Frankfurter Commerzbank-Arena wurde Rivalen und Rebellen mit einer Platin-Schallplatte für über 200.000 verkaufte Einheiten in Deutschland ausgezeichnet.

## Rezeption
| Professionelle Bewertungen | Professionelle Bewertungen |
| -------------------------- | -------------------------- |
| Kritiken                   |                            |
| Quelle                     | Bewertung                  |
| laut.de                    | [ 8 ]                      |

Manuel Berger von laut.de bewertete Rivalen und Rebellen mit zwei von fünf Punkten. Das Album liefere „kantenlosen Deutschrock“, wobei „die Gitarrenmelodien brav harmonisch und nach dem immergleichen Schema über durchgeschlagene Powerchord-Begleitung tröpfeln.“ Der Gesang sei „für die grölfreudigen Fans stets auf Einfachheit bedacht“ und textlich wenig innovativ. Einige „Ska-Nummern und Balladen“ lieferten etwas Abwechslung, wobei der Song Auf ein nie wieder Wiedersehen als „starke Powerballade“ bezeichnet wird.